# Ahornsirupkrankheit
Unter der Ahornsirupkrankheit (englisch Maple syrup urine disease, MSUD) oder Verzweigtkettenkrankheit oder Leuzinose wird eine autosomal-rezessiv vererbte Krankheit verstanden, die Störungen im Stoffwechsel der Aminosäuren hervorruft. Die Krankheit tritt nur selten auf (1:216.000), allerdings gibt es Häufungen in Georgien (1:123.000) und bei Mennoniten im US-Bundesstaat Pennsylvania (1:760).

## Ursachen
Derzeit sind drei Gene bekannt, deren Mutation zu der Erkrankung führt. Je nach Gendefekt wird Typ Ia, Typ Ib und Typ II unterschieden. Das bei Typ Ia veränderte BCKDHA-Gen liegt beim Menschen auf dem Chromosom 19 (19q13.2), das bei Typ Ib mutierte BCKDHB auf Chromosom 6 (6q14.1). Bei Typ II liegt eine Mutation im Gen DBT auf dem Chromosom 1 (1p21.2) vor. Alle drei Gene kodieren für zwei enzymatisch wirksame Untereinheiten des alpha-Ketosäure Dehydrogenase-Komplexes (branched-chain alpha-keto acid dehydrogenase complex, BCKDC). Dieser Enzymkomplex wird für den Abbau der verzweigtkettigen Aminosäuren Leucin, Isoleucin und Valin benötigt.
Ist die dritte Untereinheit des alpha-Ketosäure Dehydrogenase-Komplexes defekt, die Dihydrolipoyl-Dehydrogenase (EC 1.8.1.4), liegt der schwerwiegendere Typ III der Erkrankung vor, der auch als DLD Defizienz (dihydrolipoamide dehydrogenase deficiency, DLDD) bekannt ist. Hier liegt der Defekt auf dem Chromosom 7 (7q31). Dadurch wird der Abbau der verzweigtkettigen Aminosäuren Leucin (Leu), Isoleucin (Ile) und Valin (Val) in Leukozyten, Fibroblasten und im Lebergewebe drastisch verringert. Diese Aminosäuren und deren Abbauprodukte (Ketosäuren und anderen Zwischenprodukte) reichern sich um den Faktor 10 bis 40 in Blut und Urin an. Darüber hinaus kommt es zu Blutzuckermangel (Hypoglykämie), metabolischer Azidose (Blut-pH unter 7,36), Störungen der Harnsäure-Exkretion und Hemmung der Myelinisierung.
Die Mutation eines regulatorischen PPM1K-Gens auf dem 4. Chromosom (4q22.1) führt zu einer milderen Variante der Erkrankung.

## Klinische Symptome
Bereits in der ersten Lebenswoche zeigt der erkrankte Säugling Nahrungsverweigerung, Teilnahmslosigkeit (Apathie), Trinkschwäche, Opisthotonus (Rückwärtsbeugung des Kopfes und Überstreckung der Extremitäten und des Rumpfes), schrilles Schreien, Muskelhypotonie (verringerter Muskelwiderstand bei passiver Dehnung) und -steifheit, Krampfanfälle. Auch ein Koma kann auftreten. Unerkannt führt die klassische Variante der Ahornsirupkrankheit schon nach wenigen Tagen (etwa 7. bis 15. Lebenstag) zu schweren bleibenden Hirnschäden. Bleibt die Krankheit unbehandelt, führt sie innerhalb kurzer Zeit zum Tod.
Der Uringeruch wird als würzig-süßlich nach Ahornsirup, Maggi, Curry oder verbranntem Zucker beschrieben und geht auf das im Leucinintermediärstoffwechsel gebildete Sotolon zurück.

## Verlaufsformen
a) klassisch:
Diese Form ist die häufigste Erkrankungsform. Die Restenzymaktivität liegt bei weniger als zwei Prozent und die klinischen Symptome sind innerhalb der ersten Lebenstage erkennbar.
b) intermediär:
Die Enzymaktivität liegt bei 5 bis 20 Prozent. Das Schädigungsspektrum liegt von Entwicklungsverzögerung bis hin zur schweren geistigen Behinderung, vor allem bei gesteigertem Katabolismus oder nach Proteinzufuhr von mehr als 1–1,5 g/kg KG·d (Gramm Protein pro Kilogramm Körpergewicht und Tag) und Ketoazidose.
c) intermittierend:
3 bis 30 Prozent der Enzymaktivität sind nachweisbar. Die Form tritt erst im Alter von 12 bis 24 Monaten auf bei starkem Katabolismus und (wahrscheinlich) erheblicher Proteinzufuhr. Es treten auf: Bewegungskoordinationsstörungen (Ataxie), Krämpfe, Koma. Außerhalb der Krisen-Patienten ist diese Form jedoch unauffällig.
d) thiaminabhängig:
Durch die Steigerung der Enzymaktivität mittels großer Thiaminmengen (100–1000 mg/24 h) ist meistens keine Einschränkung der Eiweißzufuhr notwendig.

## Diagnostik
- pränatal: Defektnachweis des Enzyms in Amnionzellen möglich
- Neugeborenenscreening: durch massenspektrometrische Verfahren im Plasma und Urin, im Blut [Leu]> 8 mg/dl in den ersten 3 Lebenstagen
- Orientierend: durch 2,4-Dinitrophenylhydrazin (DNPH) im Urin (tiefrote Reaktion auf BCAA)
- Atemtest mit markiertem 13C-Isotop: Bedarfsermittlung an Leucin
- außerhalb der Krisen liegen die Aminosäurewerte bei intermittierender Form im Normbereich

## Therapie
Durch eine Lebertransplantation kann die Möglichkeit geschaffen werden, die verzweigten Aminosäuren wieder selbst abbauen zu können. Doch die Verfügbarkeit von Organen ist vor allem für kleine Kinder sehr begrenzt, weswegen auf eine konservative Therapie durch Verzicht von Aufnahme verzweigter Aminosäuren mit der Nahrung zurückgegriffen werden muss.
Um schwere Behinderungen, die unter Umständen auch zum Tod führen können, zu verhindern, muss bereits beim geringsten Verdacht auf die Erkrankung in den ersten Lebenstagen die Zufuhr von Proteinen unterbunden werden. Zudem erfolgt:
- eine akute Entgiftung durch Peritonealdialyse (frei von Stickstoffquellen), Plasmapherese, kontinuierliche arteriovenöse Hämofiltration, um den Leucinwert unter 0,5 mmol/l zu bringen
- der Ausgleich der Azidose und Behandlung der Hypoglycämie mit hohen Glucosedosen (Insulin 0,2 IE/kg KG/h i. v., Glu 1 g/kg KG/h i. v.)
- die Applikation einer Fett-Kohlenhydrat-Elektrolytmischung über eine Nasen-Magen-Sonde

Initialtherapie in der neugeborenen (neonatalen) Periode:
- BCAA-freie Protein- und Energiegaben aus Dextrose, Lipiden und bei mind. 20 Prozent der Enzymaktivität 1,5 g Protein/kg KG/d
- Normalisierung: Isoleucin innerhalb von zwei bis drei Tagen, Leucin innerhalb von acht bis zehn Tagen
- Langzeitbehandlung: natürliche Lebensmittel in Kombination mit Aminosäuregemischen ohne verzweigtkettige Aminosäuren (etwa MSUD 1 und 2 von Milupa und ILV-AM von Maizena) mit lebenslanger Überwachung des Blutspiegels
- Indirekte Kontrollmöglichkeit des Leucinspiegel über die Messung des Ketonspiegels im Urin (Keto-Sticks)

Da die genaue Einhaltung der Diät doch mit einer Einschränkung der Lebensqualität einhergeht, wird nach besseren Behandlungsmethoden gesucht. Eine neue Studie zeigte durch die Injektion von Fettzellen eine gute Wirksamkeit bei Mäusen. Fettzellen sind nämlich nicht nur Energiereserven, sondern enthalten auch Enzyme – auch jene, die verzweigte Aminosäuren abbauen können. Nachteil hierbei ist jedoch, dass die Zellen von einem Spender stammen müssen, weswegen natürlich auch eine lebenslange Immunsuppression des Empfängers erfolgen muss.

## Ernährungsgestaltung

### Im Säuglingsalter
- ausschließlich pflanzliche Proteinquellen verwenden
- längere nächtliche Nüchternphasen vermeiden, Spätmahlzeit zwischen 22 und 24 Uhr bis zum Ende des ersten Lebensjahres beibehalten
- im Alter von einem Jahr: morgens und abends kohlenhydrathaltige Getränke
- Obst und Gemüse mit niedriger [Leu] <50 mg/100 g erlaubt:

Obst: Äpfel, Aprikosen, Kirschen, Trauben, Grapefruit, Mandarinen, Orangen, Pfirsiche, Ananas, Pflaumen, Erdbeeren, Himbeeren
Gemüse: gekochter Spargel, Artischocken, Auberginen, Bohnen, Rote Bete, Weißkohl, Karotten, Gurken, grüner Salat, Zwiebeln, Paprika, Tomaten

### Klein- und Schulkinder
- bei leichten Infekten Notfallprogramm: Starke Reduktion und eventuell Substitution der Zufuhr an BCAA und Erhöhung des Proteinersatzpräparats, möglichst auf Zufuhr leucinhaltiger Lebensmittel verzichten

## Prognose
Ausschlaggebend für die Prognose ist in der Regel der zeitliche Abstand zwischen dem Auftreten der ersten Symptome und dem Beginn der Therapie. Richtig eingestellt haben Patienten mit Ahornsirupkrankheit insgesamt eine gute Prognose. Bei unzureichender Therapie können u. a. Schädigungen des Großhirns und geistige Retardierung auftreten.